# 슬라비샤 요카노비치
슬라비샤 요카노비치(세르비아어: Славиша Јокановић [slǎʋiʃa jokȃnoʋitɕ], 1960년 8월 16일 ~ )는 세르비아의 전직 축구 선수이자 현직 축구 감독으로 최근 디나모 모스크바 감독을 맡았다.
선수 시절 주로 수비형 미드필더로 뛰었으며 자국 클럽인 파르티잔에서의 활약을 바탕으로 라리가에서 여러 팀을 거치며 오랫동안 머물렀다. 또한 프리미어리그의 첼시에서 2년간 활약하기도 했다. 그리고 유고슬라비아 대표팀의 일원으로서 1998년 FIFA 월드컵, UEFA 유로 2000에 참가했으며, 64경기에 출전해 10골을 기록했다.
2007년 파르티잔에서 감독직을 시작하여 팀의 2연속 더블을 이끌었고, 2012년 무앙통 유나이티드에서도 리그 우승을 경험했다. 이후 여러 팀에서 감독직을 거친 후 잉글랜드 무대에 진출하여 왓퍼드와 풀럼을 프리미어리그로 승격시키는데 성공한다.

## 수상 기록

### 선수
보이보디나
- 유고슬라비아 1부 리그: 1988-89

파르티잔
- 세르비아 몬테네그로 1부 리그: 1992-93
- 유고슬라비아 컵: 1991-92

데포르티보 라코루냐
- 라리가: 1999-00
- 수페르코파 데 에스파냐: 2000

### 감독
파르티잔
- 세르비아 수페르리가: 2007-08, 2008-09
- 세르비아 컵: 2007-08, 2008-09

무앙통 유나이티드
- 타이 리그: 2012